# Inge Hornstra
Inge Hornstra (* 21. Mai 1974 in den Niederlanden) ist eine australische Schauspielerin.

## Leben und Karriere
Hornstra wurde in den Niederlanden geboren. Ihre Eltern emigrierten mit ihr im Alter von vier Jahren nach Australien. 1994 schloss sie ein Studium der darstellenden Kunst am National Institute of Dramatic Art ab. Mitabsolventin ihres Jahrgangs war ihre spätere Kollegin Bridie Carter.
Bekannt wurde sie 1995 und 1996 durch die australische Fernsehserie Heartbreak High. Nach der Absetzung der Serie spielte sie 1996 in der australischen Sportserie Sweat mit. International bekannt wurde sie durch die Rolle der Sandra Kinsella in McLeods Töchter, die sie von 2002 bis 2006 verkörperte.
Hornstra lebt mit ihrem Mann und ihren zwei Kindern (* 2004, * 2008) in Sydney.

## Filmografie
- 1993: The Door (Kurzfilm)
- 1995: G.P. (Fernsehserie, eine Folge)
- 1995–1997: Heartbreak High (Fernsehserie, 20 Folgen)
- 1996: Sweat (Fernsehserie, 26 Folgen)
- 1997: Big Sky (Fernsehserie, eine Folge)
- 1997: In Sachen Mord (Murder Call, Fernsehserie, eine Folge)
- 1998: Wildside (Fernsehserie, drei Folgen)
- 1998: Chamäleon – Spektakuläre Verwandlung (Chameleon, Fernsehfilm)
- 1998: Janine – Wettkampf mit dem Schicksal (Never Tell Me Never, Fernsehfilm)
- 1998–2000: Water Rats – Die Hafencops (Water Rats, Fernsehserie, drei Folgen)
- 2001: Head Start (Fernsehserie, eine Folge)
- 2001: Beastmaster – Herr der Wildnis (BeastMaster, Fernsehserie, eine Folge)
- 2002: Farscape – Verschollen im All (Farscape, Fernsehserie, eine Folge)
- 2002–2006: McLeods Töchter (McLeod’s Daughters, Fernsehserie, 49 Folgen)
- 2003: BlackJack (Fernsehfilm)
- 2005: BlackJack: Ace Point Game (Fernsehfilm)